# Maladie de Baastrup

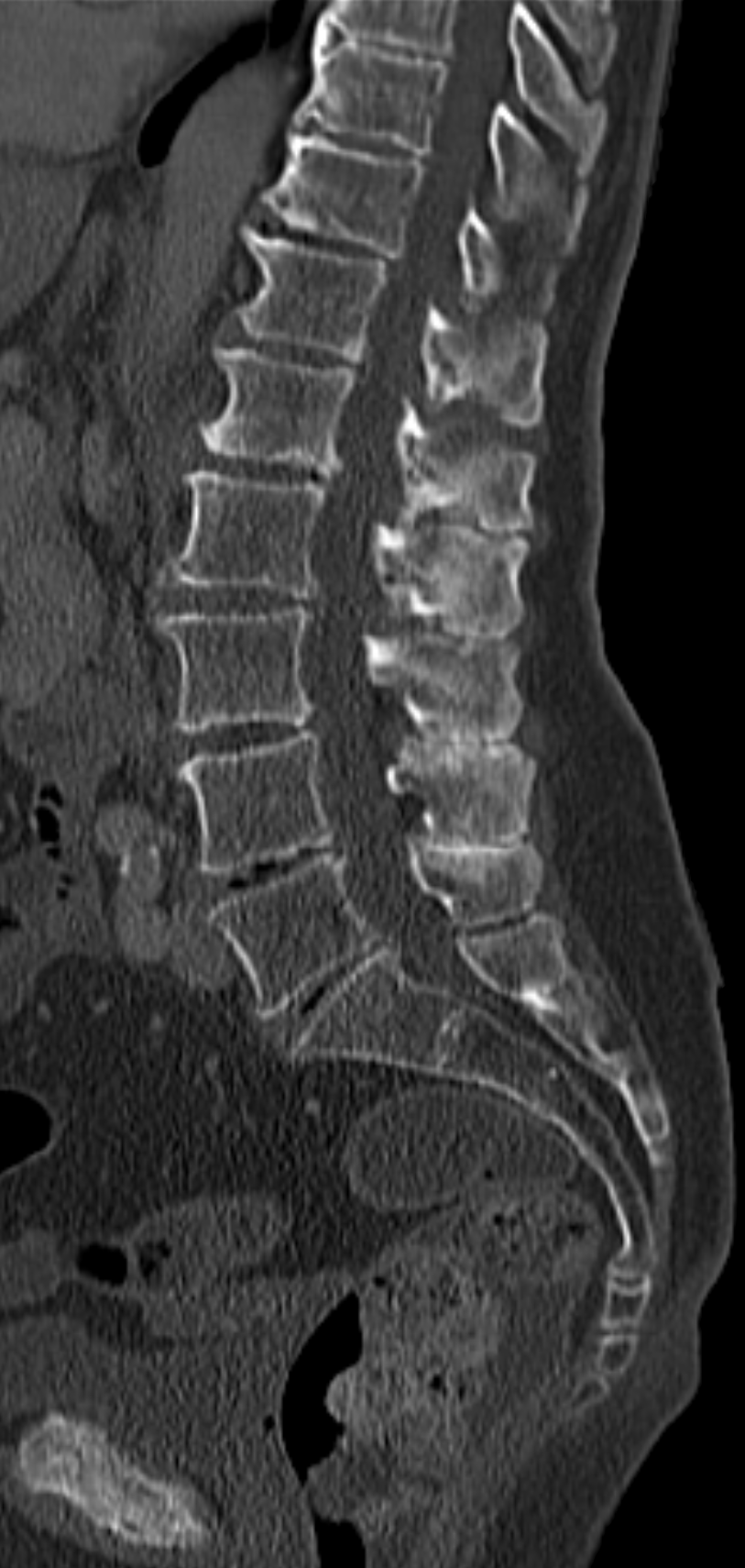
Colonne vertébrale en biseau (maladie de Baastrup) en coupe scanner sagittale. Les apophyses épineuses des vertèbres lombaires frottent les unes contre les autres et présentent des changements dégénératifs en conséquence.

La maladie de Baastrup est une pathologie caractérisée par une friction entre les apophyses épineuses des vertèbres lombaires. En réponse au stress subi, le tissu osseux s'élargit à l'extrémité de l'apophyse et accroît en fait la pathologie. 
Cette maladie est nommée en référence au radiologue danois Christian Ingerslev Baastrup (en).